# Список персонажей мультсериала «Легенда о Корре»
Ниже представлен список персонажей американского мультсериала канала Nickelodeon «Легенда о Корре» (англ. The Legend of Korra).

Главные герои: Асами Сато, Болин вместе со своим хорьком Пабу, Корра, Мако и Тензин

## Главные

### Команда Аватара

#### Корра
Маг воды из Южного Племени. Она — новое воплощение Аватара после Аанга. Сильна, уверена в себе и имеет вспыльчивый характер. Также она обожает тот факт, что является Аватаром, и высказывает готовность к этой ответственности. Владеет всеми элементами, кроме воздуха. Ей чужд Мир Духов и всё, что касается духовной стороны Аватара. Всегда старается преодолеть препятствие, а не избегать его. Тайно влюблена в Мако (хотя для него это не тайна) и ревнует его к Асами Сато. Временно живёт в Храме Воздуха, где обучается магии воздуха у Тензина. У неё есть полярная собака-медведь Нага. После раскрытия истинной личности Амона была лишена им всей своей магии, кроме магии воздуха. После победы над Амоном к ней пришёл дух Аанга — предыдущего воплощения Аватара — вернул ей силы и обучил Магии Энергии, после чего Корра восстановила способности всех магов, кто пострадал от рук Амона. В конце 1 сезона, Мако признаётся Корре в любви и они целуются; однако, в дальнейшем расстаются. В 3 и 4 сезонах Корра сближается с Асами, их отношения постепенно перерастают из дружеских в более романтические, а в финале Корра и Асами уходят в Мир Духов, держась за руки и нежно смотря друг другу в глаза. Авторы сериала официально подтвердили развитие их отношений от дружбы к любви.
- Нага — полярная собака-медведь. Зверь-хранитель Аватара Корры. Обладает отличным нюхом, благодаря которому чует пищу за милю от себя.

#### Асами Сато
Дочь Хироши Сато, автогонщица. Несмотря на жизнь в роскоши, по характеру Асами жёсткий, самостоятельный и упрямый человек. Обладает навыками самообороны и является большим поклонником турниров магов. Влюблена в Мако и встречается с ним. Асами отклонила предложение своего отца стать уравнителем и присоединилась к команде Аватара. В ходе взаимоотношений с Мако вскоре она узнаёт, что Корра влюблена в Мако и он к ней неравнодушен, — и начинает ревновать. Во втором сезоне снова начинает встречаться с Мако, однако в дальнейшем снова расстается с ним. В 3 и 4 книгах начинает сближаться с Коррой, а в конце 4 книги начинает с ней романтические отношения.

#### Мако
Маг огня, старший брат Болина. Один из лучших игроков «Арены боёв», капитан команды «Огненные хорьки». Его родителей убили, когда Мако было 8 лет, и с этого времени ему и его брату приходилось скитаться по улице, пока его не встретил бывший участник боёв по имени Тоза. Тот заметил удивительные способности двух братьев, когда они дрались на улице, и предложил им жить на чердаке «Арены», делая различную работу. Встречается с Асами Сато, но — так же, как он сам признался — неравнодушен к Корре. В конце 12 серии 1-го сезона Мако и Корра признаются друг другу в любви и целуются. Во втором сезоне разругался с Коррой и расстался с ней, после чего снова начал встречаться с Асами. Очень беспокоится о своём брате Болине. Вступил в команду Аватара. Всё время носит красный шарф.

#### Болин
Маг земли и маг лавы. В отличие от своего брата Мако имеет весёлый характер и всегда смотрит на вещи с позитивной точки зрения. Он также является игроком боёв магов и состоит в одной команде со своим братом и Коррой. Очень эмоционален, даже в опасной ситуации находит время для шуток. У него есть огненный хорёк по имени Пабу, Болин научил его разным трюкам. Болин очень доверчивый. Вступил в новую команду Аватара. Имеет романтический интерес в лице Опал Бейфонг.
- Пабу — огненный хорёк Болина, имеет схожесть с малой пандой. Болин нашёл его на улице, когда тот пытался раздобыть еду. Помогает Болину в розыгрышах над Мако. Не любит мыться. Прекрасно знает язык жестов Болина, благодаря которому не раз спасает команду Аватара. Болин научил его нескольким трюкам. Так же хорошо справляется с перегрызанием верёвок.

### Семья Тензина

#### Тензин
Маг воздуха, младший сын из трёх детей Аанга и Катары. Служит в консульстве Республики и является представителем Воздушных Кочевников. К работе относится со всей серьёзностью. Усердно работает для защиты культуры и учений своего народа. Обучает нового Аватара магии воздуха, а также является её наставником по духовному развитию. Женат на Пеме, имеет четверых детей.
- Уги — летающий бизон Тензина.

#### Пема
Жена Тензина, мать Джиноры, Икки, Мило и Рохана. Единственная в их семье не маг.

#### Джинора

Семья Тензина

Маг воздуха, старшая дочь Тензина. Ответственная и спокойная девочка. В отличие от Икки, любит читать, так же очень женственная. «Книжный Червь». Всегда в курсе новой литературы и произведений в Республиканском городе, читает книги почти всё своё свободное время. Джинора обладает уникальными духовными способностями. Она способна видеть духов тогда, когда они скрываются от глаз остальных людей. Также Джинора является первой, кто вошел в мир Духов в столь юном возрасте. Также у неё сильная духовная связь с Коррой и новым магом воздуха Каем. Она умеет находить их по этой связи, отделяя свой дух от тела и посылая его туда, где они находятся. В конце 3 сезона стала мастером магии воздуха. Также находится в любовных отношениях с Каем.

#### Икки
Младшая сестра Джиноры и полная противоположность ей." Болтливая Фантазерка с великим актёрским талантом", так бы описал её случайный прохожий. Также маг воздуха. В отличие от Джиноры очень разговорчивая и экстравертная. Нередко выдаёт чужие секреты во всеуслышание, разговаривая при этом со страшной скоростью, что и раздражает других.

#### Мило
Первый сын Тензина. Мило — маг воздуха, также как и его сестры. Любит проказничать, чем немало досаждает своим родителям. Также, очень красиво рисует. 

#### Рохан
Второй сын Тензина, младший брат, новорождённый. Старушка Катара сказала, что он будет сильным магом.

### Союзники

#### Лин Бейфонг
Дочь Тоф и Канто, маг земли, шеф полиции Республиканского города. Для поимки преступников полиция использует магию металла. Ранее встречалась с Тензином. Но после их разрыва она стала сильно недолюбливать Тензина и приехавшую в город Корру, но позже меняет своё отношение и старается всеми силами им помочь. Уходит в отставку, потому что собирается поймать Амона своим способом, который, по её словам, противоречит законам. Спасая семью Тензина, была захвачена и лишена магии Амоном. Но в конце сезона Аватар Корра с помощью магии энергии вернула ей способности.

#### Суинь Бейфонг
Матриарх Клана Металла, младшая дочь Тоф Бейфонг и единоутробная сестра Лин Бейфонг. Су основала город Заофу, где живут и тренируются маги металла. Отец неизвестен.

#### Тоф Бейфонг
Друг Аватара Аанга и его бывший учитель магии Земли. После столетней войны с нацией Огня, вместе с командой Аватара основала Республиканский город, став в нём шефом полиции. Имела два брака от которых родила двух дочерей Лин и Суинь. Спустя много лет подала в отставку, поселившись на земле болотных магов. Встретилась с Аватаром Коррой и помогла ей избавится от остатков металлического яда Захира. Позже спасла свою семью из плена Кувиры.

#### Опал
Дочь Суинь Бейфонг. У неё двое старших и двое младших братьев, все — маги металла. Сама она не владела магией, но после Гармоничного сближения у неё проявились способности к магии воздуха. Возлюбленная Болина.

#### Хуан
Второй сын Суинь Бейфонг. С помощью магии металла он создаёт абстрактные скульптуры.

#### Вей и Винг
Сыновья-близнецы Суинь Бейфонг. Они отличные маги металла.

#### Айро
Генерал и лидер Объединённой армии, наследный принц Народа огня, внук Зуко. Назван в честь генерала Айро, дяди хозяина огня Зуко.

#### Буми
Старший сын Аанга и Катары. Генерал Объединённой армии. Во 2 сезоне ушел в отставку. Имеет весьма эксцентричный характер, похожий на характер Царя Буми. В третьем сезоне, благодаря Гармоничному Сближению, становится магом воздуха.

#### Кая
Дочь Аанга и Катары, старшая сестра Тензина и младшая сестра Буми. Маг воды.

#### Катара
Мать Тензина, Буми и Каи. Учитель водной магии Корры и единственный из членов «Белого Лотоса», который видит в ней великие задатки нового Аватара. Вдова Аватара Аанга. Больше про неё вы можете узнать в мультфильме Аватар: Легенда об Аанге

#### Икник Блэкстоун Варик
Эксцентричный и харизматичный миллиардер, известный своей разношерстной природой и ярким стилем моды. Родился в Южном Племени Воды, путешествует по всему миру на своей яхте и щеголяет своим экстравагантным образом жизни, часто вместе со своей помощницей Чжу Ли. Был посажен в тюрьму за попытку похитить президента с целью начать войну между Республиканским городом и племенами воды. Сбежав из тюрьмы, Варик и его верная помощница Джу Ли нашли убежище в городе Заофу у старой знакомой Варика Суинь Бейфонг. Позже работал на Кувиру, но увидев её истинное лицо дезертировал. В финальной серии Варик и Джу Ли сыграли свадьбу.

#### Джу-Ли  Мун
Ассистентка миллиардера Варика, постоянно сопровождающая его. В 5 серии 4 сезона для того, чтобы уничтожить супероружие соврала и поклялась Кувире в верности, оставив Варика без ассистента. Позже извинилась перед Вариком и раскрыла свой план. Впоследствии — жена Варика.

#### Раава
Дух гармонии и света. Всю свою жизнь она вела беспрерывный бой со своей противоположностью — духом тьмы и хаоса Ваату. Вселившись в Вана, Раава наделила его, в дополнение к уже имеющейся способности покорять все четыре стихии, невероятной силой, позже известной как состояние Аватара. После смерти Вана она дала начало циклу перерождений Аватара.

#### Лорд Зуко
Маг огня. Бывший Лорд Огня. Друг Аанга. Узнав о том, что Минг-Хуа сбежала из тюрьмы, отправился на Северный Полюс, чтобы предотвратить побег Пэй Ли.

#### Кай
Мальчишка-сирота из царства Земли, является магом воздуха. В прошлом был мелким воришкой. Дружит с Джинорой, впоследствии находится в любовных отношениях.

### Противники

#### Амон
Являлся лидером организации анти-магов  «Уравнители» (англ. Equalists). В качестве главного оружия они использовали технику Тай Ли — блокировку ци. Может лишать магов их сил. По его словам, эту силу передал ему некий дух после того, как маг огня убил его семью и обезобразил его лицо шрамами. Однако, как выяснилось в дальнейшем, врал о своём прошлом: его зовут Ноатак. Он брат Тарлока. Их отцом был беглый преступник Якон, научивший своих сыновей магии крови [с помощью которой и лишает магии] направлявший их на путь возмездия Аватару за то, что он забрал силы Якона. Был раскрыт Тарлоком и после этого вместе с ним отправился за новой жизнью, но погиб вместе с братом. 
Главный антагонист первого сезона. Амон был одним из самых сильных противников Корры, однако Корра смогла победить его.

#### Лейтенант
Заместитель Амона. Сильный, дисциплинированный боец. В бою использует две электрические палки. Был предан Амону, но когда узнал о его лжи, попытался напасть на его. Был отброшен к стене магией крови с большой скоростью, возможно погиб. За весь первый сезон так и не было названо его имя. Болин называл его «Усатый».

#### Тарлок
Маг воды, амбициозный советник Республиканского города из северного племени воды, лидер тактического отряда против Уравнителей. Относился к немагам с характерной неприязнью. Любое его решение Совет принимал покорно, даже не решаясь ему перечить. Сын преступного авторитета Якона, который мог использовать магию крови в любое время суток. Тарлок унаследовал способности отца и решил завоевать город по-своему, в качестве Советника. Но с приездом Корры его план провалился: Корра разоблачила Тарлока, и он похитил Корру, пытаясь свалить вину на уравнителей, но его выдал помощник. Позже его лишил сил Амон — родной брат Тарлока, прежде носивший имя Ноатак. Был заперт в Храме воздуха, а после поражения Амона от Аватара погиб, взорвав катер, на котором они плыли с братом в поисках новой жизни.

#### Якон
Маг воды и крови, беглый преступник, сделавший пластическую операцию и ушедший в племя Воды в поисках новой жизни. Ранее был лишён магии Аватаром Аангом. Отец Ноатака и Тарлока. Мог применять магию крови в любое время суток, не только в полнолуние.

#### Хироши Сато
Бизнесмен, прославился производством и продажей «сатомобилей». Его происхождение уходит корнями в первые колонии Народа Огня. Вырос в бедности. Отец Асами Сато. Хироши производил оружие для уравнителей и являлся их сторонником, так как маги огня убили его жену. Открыл свойство платины не поддаваться магам металла. Изготавливает механизированные танки из платины, похожие на роботов. В первом сезоне попал в тюрьму за содействие уравнителям. В четвёртом сезоне наладил отношения с дочерью. Был выпущен из тюрьмы, чтобы помочь в борьбе с Кувирой. Проделывая вход в мехокостюме, для того чтобы команда Аватара могла попасть внутрь, пожертвовал своей жизнью.

#### Ваату
Дух тьмы и хаоса. Всю свою жизнь он вёл беспрерывный бой со своей противоположностью — духом света и гармонии Раавой. Ваату существует, чтобы уравновешивать светлые силы своей тёмной энергией, однако стремится к полному доминированию тьмы в мирах людей и духов, сея хаос и разрушения на всём своём пути. Он самоуверен, заносчив, совершенно безжалостен ко всем и любит демонстрировать свою силу. Ваату использует свою силу, чтобы подчинять себе духов и манипулировать людьми, умело играя на любых их качествах — от сострадания (Ван) до властолюбия (Уналак).

#### Захир
Опасный преступник, член ордена Красного Лотоса, ранее не-маг, в результате Гармонического сближения ставший магом воздуха и, используя эти способности, сбежавший из особой тюрьмы ордена Белого Лотоса. Был фанатом Гуру Лахима и позже получил способность к левитации. Пытался похитить Корру когда она была маленькой. 
Главный антагонист третьего сезона. Его цель: Устроить хаос в мире. Убил Царицу Земли.

#### Пэй Ли
Маг огня, возлюбленная Захира и член его команды. Владеет техникой воспламенения — создания концентрированных потоков пламени силой мысли. После попытки похитить Корру была заперта в ледяной тундре на Северном полюсе. Была убита Су, которая надела ей на голову металлический доспех и спаяла его края. Концентрированный огонь взорвался внутри доспехов, убив Пэй Ли.

#### Минг-Хуа
Маг воды, соратница Захира. Мастерски управляет водой. Была заперта в тюрьме которая находилась в жерле вулкана. Во время решающей схватки Мако прыгнул на сталагмит и выпустил в озеро молнию. Поскольку Минг-Хуа всё время касалась наэлектризованной воды, продолжительный и сильный заряд молнии оказался для неё смертельным. Она упала и осталась безжизненно лежать в подземной пещере.

#### Газан
Соратник Захира. Владеет редчайшим поднавыком магии земли — магией лавы. Для Газана орден Белого Лотоса построил специальную деревянную тюрьму посреди океана. Это исключало для заключённого возможность применить магию земли и сбежать отсюда. В решающей схватке с Болином и Мако, Газан оказался побеждён. Поняв это и не желая возвращаться в тюрьму, он раскалил и обрушил свод пещеры. Он оказался погребён под раскалёнными камнями, но ему не удалось прихватить с собой на тот свет противников, которые успели убежать.

#### Кувира
Бывшая подчинённая Суйинь. Пыталась объединить царство земли, захватив Республиканский город. Считает свои действия справедливыми, и правильными. В конце была побеждена Коррой, после чего сдалась, переосмыслив свои ошибки, и извинилась перед Суйинь Бейфонг. Главный антагонист четвертого сезона.

#### Баатар младший
Старший сын Суинь Бейфонг. Помогал отцу в архитектуре Заофу. Был женихом Кувиры и создал её супероружие — гигантского робота с лазером. Бросил Кувиру из-за того, что она уничтожила фабрику Асами и Варика в то время когда там находился сам Баатар.

#### Триада «Тройная Угроза»
Преступная организация магов огня, земли и воды. Терроризировала Республиканский город, грабя немагов и тем самым вызывая их недовольство. Состоит из нескольких кланов, которые при необходимости воссоединяются. До прихода Уравнителей была самой опасной группировкой города.

### Семья Корры

#### Тонрак
Муж Сенны и отец Аватара Корры. У него есть младший брат Уналак. В Южном Племени Воды, куда Тонрак был изгнан с Северного полюса, его уважают как сильного воина и лидера. В конце 2 сезона был назначен вождем Южного Племени Воды.

#### Сенна
Жена Тонрака и мать Аватара Корры. Сенна очень спокойная и любящая женщина. Она проявляет огромное терпение по отношению к своей слишком решительной и своевольной дочери и во всём её поддерживает. Очень любит мужа, всегда поддерживает его и успокаивает.

#### Уналак
Mастер магии воды и вождь Северного и Южного Племён Воды. Является младшим братом Тонрака, отцом Десны и Эски, и дядей Аватара Корры. Будучи духовным человеком и широко сведущим в познании Мира Духов, стал духовным наставником Корры. Уналак обладает чрезвычайно сильной связью с миром духов, в неизвестный период времени он стал приспешником тёмного духа — Ваату. Он твёрдо верит в старые верования Племени Воды и придерживается консервативных и фундаментальных взглядов касаемо почитания духов. Благодаря своей связи с миром духов, он всегда считал, что лучше подходит для правления Северным и Южным Племенем Воды, чем его старший брат. Но под маской добродетеля скрывается жестокий, целеустремлённый и лживый человек, которому безразлична судьба других людей, даже собственного брата и детей. Ему не важно, что с ними произойдёт, ему лишь важно достичь собственной цели. Ещё будучи подростком, стал членом тайной организации «Орден Красного Лотоса», которая планировала восстановить в мире «истинный порядок», то есть хаос — освободить духа тьмы Ваату и убить всех мировых лидеров. После слияния с Ваату был убит Коррой. Главный антагонист второго сезона.

#### Десна и Эска
Близнецы, дети Уналака. Замкнутые, высокомерные и всегда скучающие. Оба — великолепные маги воды и могут совершать невероятные вещи, объединив магические силы. Не поддерживали последние решения своего отца. После его смерти стали вождями Северного Племени Воды. В битве с Мин Хуа пытались её победить, но не получилось.

### Прочие

#### Сайхан
Капитан полиции Республиканского города, маг земли. Был взят в плен уравнителями и больше в сериале не упоминался.

#### Гомму
Веселый бродяга, живущий в парке Республиканского города, а именно в кустах. Познакомился с Коррой в первый же день прибытия её в город. Приютил команду Аватара во время правления Амона, также помог генералу Айро предупредить его отряд, в качестве радиста.

#### Райко
Первый президент Объединённой Республики, избранный после упразднения Совета Объединённой Республики. Недолюбливает Корру из-за того что она оставила порталы духов открытыми, что привело к тому, что городские кварталы остались в зарослях гигантских лиан.

#### Айвей
Бывший помощник Суинь Бейфонг, бывшее второе лицо в городе Заофу. Он владеет сейсмочувствительностью и может легко определить, лжёт человек или нет. Поэтому в городе говорят, что от него ничего нельзя скрыть. Когда участники банды Захира бежали из тюрем и покинули Республиканский город, Захир связался с Айвеем через мир Духов, и тот рассказал ему, что Корра находится в Заофу. Айвей выбрался из Заофу по туннелю и на машине добрался до Туманного оазиса. Там он встретил Захира, который обвинил его в срыве плана и в том, что он оставил след. Айвей рассказал, где находится его физическое тело, и поклялся, что за ним не следят, но его выдала Корра, тоже проникшая в мир Духов. Сообразив, что Корра находится рядом с телом Айвея, Захир решил, что сообщник ему больше не нужен. Он схватил Айвея, переместился к туману потерянных душ и бросил его туда.

#### Баатар
Муж Суинь Бейфонг и главный архитектор города Заофу. У них с Су пятеро детей.

#### Хоу-Тинг
Королева Царства Земли. Властная, темпераментная, капризная, жадная, привыкшая к роскоши и богатству. Она так же держит своих своих слуг в «ежовых рукавицах», поэтому многие её боятся и ненавидят. Вместе с тем, Хоу-Тинг довольно умна и умеет манипулировать людьми, если это приносит ей выгоду. Была убита Захиром.

#### Тано
Маг воды, один из бойцов турнира магов, бывший капитан команды «Волки-летучие мыши». Их команда становится чемпионами благодаря подкупу судей и нечестными приёмами, за что они и платятся лишением своих сил Амоном прямо на Арене магов.

#### Лу и Ганг
Двое полицейских, работающих вместе с Мако под началом Лин Бейфонг. Когда выяснилось, что Мако был прав насчёт участия Варика в похищениях кораблей и нападении на президента, Лин Бейфонг освободила его и сказала, что произведёт его в сыщики. Лу и Ганг напомнили, что у них нет свободных мест на этой должности, и Лин немедленно освободила два места, уволив Лу и Ганга. Очень ленивые, любят пончики

### Воплощения Аватара
Предшественники Корры в роли Аватара. Являются Корре виде духа и помогают советом.
- Аанг — маг воздуха. Остановил Столетнюю войну. Научил Корру магии Энергии и восстановил её силы.
- Року — маг Огня, был аватаром до Аанга. Лучший друг Созина и прадед Зуко по материнской линии. Созин бросил погибать его в жерле вулкана, когда Року отказался помогать ему в воплощении его завоевательских амбиций. Его животным является дракон.
- Киоши — маг Земли. Про неё известно довольно мало. Она воспользовалась своими способностями, чтобы создать остров Киоши, жители которого пытаются сохранить нейтралитет по отношению к воюющим сторонам. Также известно, что на острове Киоши есть музей, который посвящён ей.
- Курук — маг Северного Племени Воды. Всё, что о нём известно, это то, что он был немного мягкотелым и что его возлюбленную убил дух по имени Коу, по прозвищу «похититель лиц».
- Янг Чен — маг Воздуха. Была Аватаром до Аанга из Воздушных Кочевников. Самый старый известный Аватар после Аватара Вана.
- Ван — маг Огня. Самый первый Аватар. Раньше был воришкой. Но при этом был очень добрым. Ван хитростью получил магию Огня от льва-черепахи. Затем устроил восстание против местной власти в его городе (в то время люди жили на 4 львах-черепахах). Но он не смог навредить местному правителю. И его план провалился. За это его изгнали. Ван ушёл жить в лес. Он стал жить среди духов, и учиться магии Огня. Один из духов назвал его «вонючкой». Однажды он встретил воюющих Рааву и Ваату. Ваату обманом заставил Вана разделить его с Раавой. После Раава сказала Вану что он освободил духа тьмы, и теперь мир погрузится во тьму. Затем Ван встретил Воздушных кочевников, и те пригласили его к себе. Там их атаковали тёмные духи, и Ван снова встречает Рааву. Тогда Ван попросил льва-черепаху воздуха дать ему магию Воздуха. Лев-черепаха сказал ему что в обучении магии Воздуха и всех других магий ему должна помочь Раава. Тогда они вместе начали путешествие к другим львам-черепахам. Затем Ван встречает людей из своего города, но они враждовали с лесными духами. Тогда Ваату превратил лесных духов в тёмных. Ван попытался остановить бойню слившись с Раавой, но Раава вышла из него раньше срока, из-за чего она уменьшилась. В день Гармоничного сближения Ван окончательно слился с Раавой, и победил Ваату, пленив его в старом дереве в Мире духов. Затем он закрыл порталы, и разделил людей и духов.

## Организации

### Полиция Республиканского города
Организация, основанная Тоф Бейфонг в Республиканском городе, созданная чтобы поддерживать в нём порядок. В полиции работают преимущественно маги земли, которые используют магию металла. Полицейские патрулируют город несколькими способами: по воде на катерах, пешком и в воздухе, на цельнометаллических жёстких дирижаблях. Костюмы магов металла тоже цельнометаллические, со специальными кассетами, в который вмонтированы гибкие металлические тросы, которые и служат для ареста. Первоначально кассеты монтировались на поясе, но позже их перенесли на спину, откуда тросы поступали прямо к запястьям, что является более удобным расположением. Несмотря на громоздкий вид, костюмы удобны для преследования, позволяют легко скользить и прыгать по городским джунглям Республиканского города. Они неуязвимы для ци-блокеров, но уязвимы перед электрическим оружием Уравнителей. После Тоф, руководителем стала её дочь Лин, но после нескольких атак Уравнителей она уходит в отставку, чтобы поймать Амона, а её место занимает Сайхан. Полиция Республиканского города понесла серьезный урон от рук уравнителей. Здания были серьезно разрушены, а большинство дирижаблей сбито.

### Уравнители
Преступная группировка, состоящая исключительно из немагов. Основана Амоном — человеком в маске, о происхождении которого до конца первого сезона никто не знал (даже сами Уравнители). Самая опасная группировка Республиканского города. Все бойцы группировки одеты в огнеупорные костюмы с респираторами, которые защищают их от магов огня. Для борьбы с магами используют технику блокировки ци, путём быстрого нажатия на определённые участки тела, чтобы заблокировать магическую силу. В качестве оружия используют боласы, газовые гранаты и электрическое оружие в виде перчаток. Однако, с приходом Хироши Сато — который мотивирован местью магам за гибель своей жены — Уравнители становятся ещё сильнее, у них появляются особые меха-танки, управляемые человеком внутри. При этом Сато позаботился о том, чтобы его разработки не могли найти (завод находился глубоко под его личным особняком), и чтобы их не смогли разбить сотрудники полиции магов металла. Сделанные из чистой платины, они являлись недоступными для магов земли, ведь частицы почвы в них практически отсутствовали. Но главное оружие группы — это их руководитель Амон. Он научился лишать магов их сил, и с того момента Уравнители стали самой опасной группировкой города. Немного позже Хироши доводит разработки Уравнителей до массового уровня производства. Уравнители приобрели большое количество меха-танков и дирижаблей, которое позволило им успешно атаковать Республиканский город. А когда к городу подошел флот кораблей Объединенных сил, они устроили изобретательную засаду из подводных мин. А позже применили очередное техническое изобретение Хироши Сато — высокоскоростные самолеты-бомбардировщики. Самолеты за считанные минуты разгромили флот. Позже деятельность Уравнителей была прекращена командой Аватара Корры.

### Арена
Развлекательное мероприятие в Республиканском городе. Самое популярное из всех видов развлечений. Устраивает профессиональные бои магов трёх элементов: Воды, Земли и Огня. Здание Арены прямоугольное, окрашенное в золотой цвет и имеет большую овальную крышу из стекла в центре здания. Само здание стоит на берегу залива, на сваях. В центре здания, под стеклянным куполом, находится большая шестиугольная площадка для боев, стоящая на сваях и окружённая водой из залива. Вокруг залива стоят трибуны для зрителей, две площадки для судей и одна комментаторская будка. На арене смонтированны люки и каналы для магов воды, и люки с дисками для магов земли. Арена расчерчена на шесть зон, каждая команда в начале матча имеет за собой три зоны, заступать на зону соперников нельзя, оштрафованный участник должен уйти на одну зону назад или получает жёлтый или красный веер (наподобие карточек в футболе). На всех участниках надеты лёгкие защитные костюмы с защитными шлемами и отличительными отметками для каждой стихии (синие пояс и шлем — вода, красные — огонь и зелёные — земля). Для каждого мага существуют определённые ограничения:
- Магам Огня запрещается использовать молнии;
- Магам Земли можно использовать только специальные диски из люков;
- Магам Воды запрещается использовать лёд;
- Выталкивать соперников с арены можно только назад (не вбок);
- Запрещаются слишком продолжительные атаки, наподобие слишком долгих потоков воды или струй огня;
- Магам Земли и Огня запрещено бить соперника в голову;
- Оштрафованным участникам запрещено переходить на зону вперед;.

Раунды, заканчивающиеся вничью, решаются дуэлью. Судья бросает двухцветную монету, сторона которой выбирает команду, которые в свою очередь имеют право выбрать мага одной из трёх стихий, после чего двое соперников встают на специальную площадку и должны выбить друг друга за её пределы. Матч может закончиться ещё быстрее, если команда отправит соперников в нокаут, то есть выбьет их всех за пределы арены за один раунд.

#### Команды арены
- Огненные хорьки — команда магов состоящая из мага огня Мако, мага земли Болина и мага воды Аватара Корры. Хотя Корра и Аватар, она может полноправно участвовать, используя только магию воды, зато она имеет самый большой опыт и навыки в этой магии на Арене. Мако и Болин также имеют богатый опыт в магии огня и земли, оставшись одни на Арене, они могут легко выбить всех соперников за её пределы. Огненные хорьки победили все команды в турнире и полуфинале, но в последний матч в финале они потерпели поражение команде Летучие волки. Судьи матча оказались подкуплены и нарочно не замечали очевидных нарушений со стороны волков. Спонсором команды про-бендинга стала компания «Future Industries» Сато.
- Броненосные тигры — команда магов, игравшая в отборочном туре и потерпевшая поражение Огненным хорькам.
- Медведи-утконосы — команда магов, игравшая в главном отборочном туре с Огненными хорьками, но также потерпевшая поражение.
- Крольгуру красных песков — команда магов игравшая в турнире против Огненных хорьков, были одними из лучших 16 команд, но были разгромлены Хорьками за считанные минуты.
- Свинобразы — одна из 16 самых сильных команд, победить их было трудно для Хорьков, но дуэль между магами земли принесла очередную победу для Хорьков.
- Осы-стервятники — не считая Волков, являлась самой сильнейшей командой, победить эту команду Огненным хорькам помогла Корра, в одиночку отправившая всех троих магов в нокаут, а после Осы были наголову разбиты и серьезно травмированы «Летучими Волками».
- Волки-летучие мыши — трёхкратные чемпионы Арены, под началом мага воды Тано они становились лучшими магами на Арене, но потом они начали подкупать судей на матчах, чтобы быстро уничтожать противников незаконными приёмами. В финале на Арену вторгся Амон и лишил Тано и его команду магических способностей.